# Wallring (Recklinghausen)
Als Wallring wird ein Boulevard in Recklinghausen (Nordrhein-Westfalen) bezeichnet, der die historische Altstadt der Großstadt nahezu kreisförmig umschließt und dabei noch heute dem Verlauf der ehemaligen mittelalterlichen Stadtbefestigung folgt.

## Entstehungsgeschichte

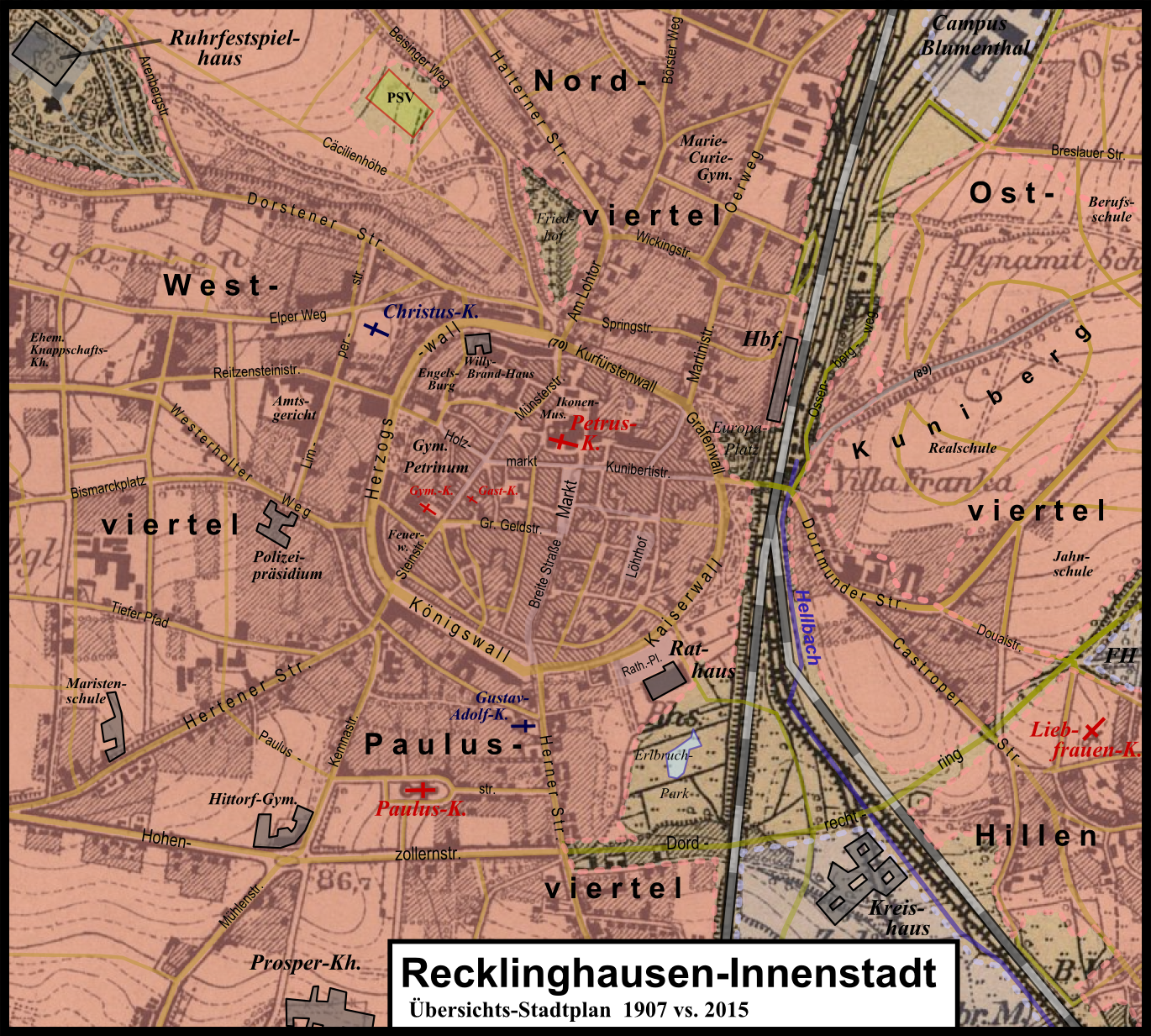
Bebauung des Recklinghäuser Innenstadtgebiets im Jahr 1907

Eine Stadtummauerung Recklinghausens ist für mindestens die erste Hälfte des 13. Jahrhunderts nachgewiesen; diese war 1296 geschleift worden und um 1365 durch eine neue, größere Stadtmauer, welche durch Wassergraben und insgesamt 16 Mauertürmen ergänzt wurde, ersetzt worden.
Zu Beginn des 19. Jahrhunderts verloren die mittelalterlichen Mauern in Anbetracht der beginnenden Industrialisierung ihre ursprüngliche Bedeutung. Mehr und mehr wurden die einstigen Befestigungsanlagen zum Hindernis, sie bremsten und beengten den Handel. Die preußische Provinzialstraße von Bochum über Herne, Recklinghausen, Haltern und Dülmen nach Münster führte damals durch innerstädtische Engstellen zwischen dem Viehtor und dem Lohtor.
Der Ausbau zum späteren Wallring begann damit, dass in Recklinghausen zunächst Pappeln, später Ahornbäume und Linden den Kutschenweg rund um die Mauern säumten. Ab 1850 wurde schließlich begonnen, aus den Alleen entlang des Rings eine Promenade zu erschaffen. Nachdem bereits in Wien (1858 bis 1874), Dortmund (1860–1874) und Köln (1881–1886) Ringstraßensysteme um die ehemaligen Stadtmauern errichtet worden waren, wurde nach mehreren Baufluchtlinienplänen und Ausschreibungsangeboten ab 1885 begonnen, den Stadtraum über die alten Grenzen der Mauern nach außen hin zu öffnen. Ab 1901 lag die planmäßige Stadterweiterung in der Hand des Baumeisters und Stadtplaners Hermann Josef Stübben, der auch schon für die Erweiterungen Kölns und Dortmunds verantwortlich gewesen war.
In den ersten Jahren des 20. Jahrhunderts entstanden unmittelbar am Wall auch das Rathaus (eingeweiht 1908) und das Kreishaus (heute: Willy-Brandt-Haus; 1905) sowie vor den Toren der Stadt mit Paulus- (1906) und Liebfrauenkirche (1903) zwei der größten katholischen und mit der Christuskirche (1911) die größte evangelische Kirche der Stadt.
Im Jahre 1910 war der Wallring Recklinghausens fertiggestellt. Für die damalige Zeit besonders war die Tatsache, dass über die gesamte Länge des Walls ein regenfestes Pflaster für Kutschen und Automobile verlegt wurde.  In den Jahren 2009 und 2010 wurde der gesamte Ring umfassend modernisiert, u. a. mit neuen Fahrbahnen, neuer Beleuchtung sowie der Pflanzung zahlreicher Bäume, welche den ursprünglichen Alleecharakter des Walls wiedergeben sollen. Heute ist der Wallring als Hauptstraße drei- bis siebenspurig ausgebaut und mit rund 30.000 Fahrzeugen pro Tag eine der am meisten befahrenen Straßen der Stadt.

## Eckdaten
Der Recklinghäuser Wallring ist, in der Straßenmitte gemessen, insgesamt etwa 1830 Meter lang. Damit ist er nur wenig länger als die Wallringe der anderen beiden mittelalterlichen Städte des Kreises, nämlich der Wallring in Dorsten (Westvest; 1500 m) und der in Haltern (früher Hochstift Münster; 1800 m), die jedoch beide nicht durchgängig als Hauptstraßen ausgebaut sind. Der ebenfalls als Hauptstraßenring ausgebaute Dortmunder Wallring ist mit um 3400 m fast doppelt so lang, der in Münster misst sogar um 4.400 m, ist jedoch primär als Promenade und Radweg ausgebaut. Der innere Kölner Ring ist gar 5800 m lang, obwohl er nach Osten, zum Rhein, auf gut 3 km Uferstrecke offen ist.
Die Osthälfte des Wallrings liegt zwischen dem Lohtor im Norden und dem Viehtor im Süden fast eben auf konstant zwischen 68,5 m und 70,5 m ü. NHN. Das Steintor ist demgegenüber mit 76,4 m deutlich erhöht, die höchste Stelle des Ringes liegt zwischen der Alten Feuerwache und der Einmündung des Westerholter Weg(es) noch knapp höher. Hier schiebt sich der Vestische Höhenrücken von Osten und Norden bis in die Innenstadt vor, wo z. B. unmittelbar vor der Gymnasialkirche des Petrinums (Einmündung Große Geldstraße/Steinstraße) 77,9 m erreicht werden. Entsprechend weist der Königswall zum Steintor hin eine durchschnittliche Steigung von immerhin 2,3 % auf; beim Herzogswall sind es, seiner größeren Länge wegen, rechnerisch zwar nur 0,9 %, jedoch fällt die Hauptsteigung ähnlich hoch aus.

## Namensgebung
Der Wall ist durch die fünf ehemaligen Stadttore in fünf Abschnitte unterteilt. Die Namen spiegeln gegen den Uhrzeigersinn die Machtverhältnisse wider, in denen sich Recklinghausen im Laufe der Jahrhunderte befand: Grafenwall, Kurfürstenwall (Kurfürsten zu Köln), Herzogswall (Herzog von Arenberg), Königswall (Könige von Preußen) und Kaiserwall (Deutsche Kaiser aus dem Hause Hohenzollern). Dieses System ist dem des Kölner Ringes nachempfunden.

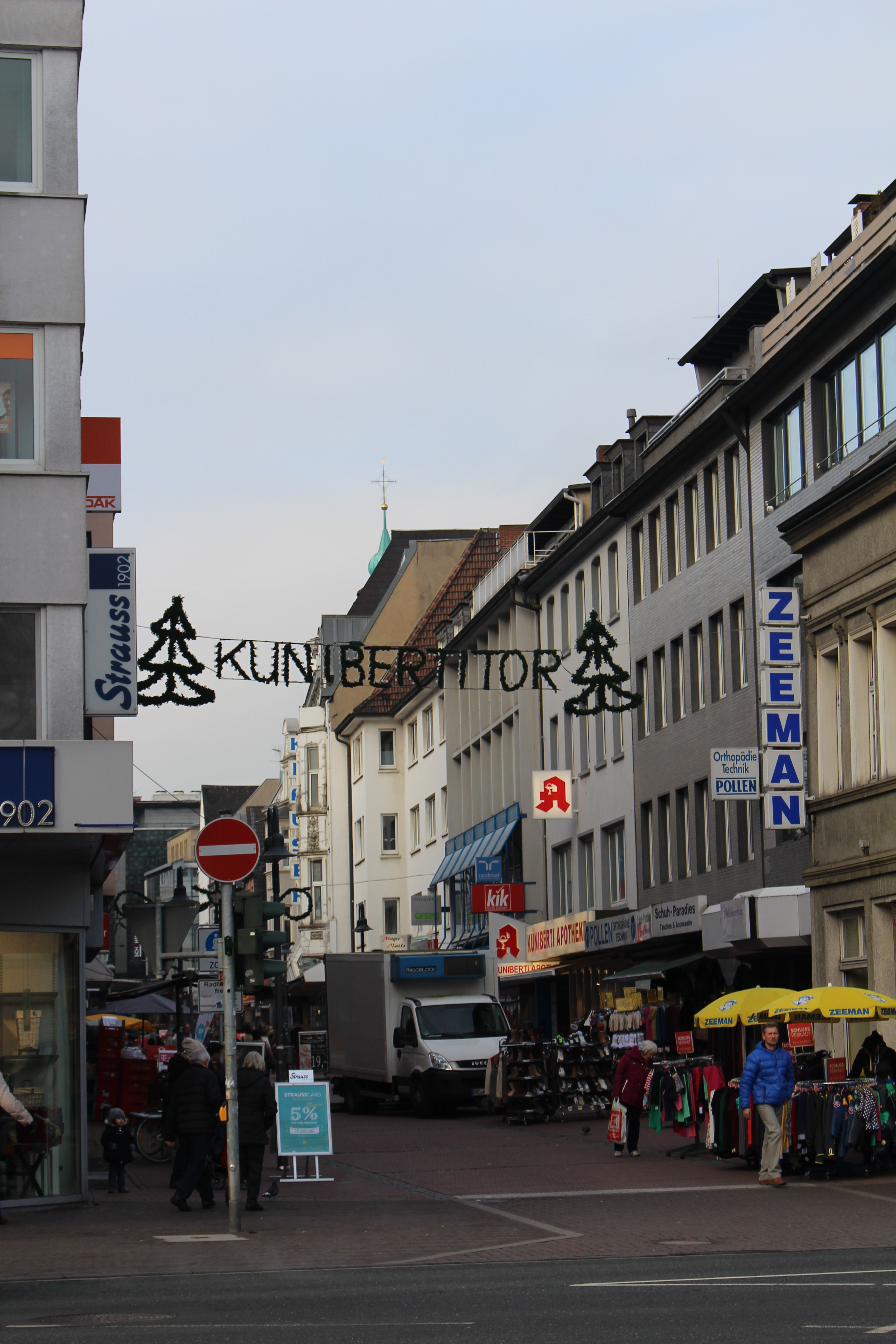
Kunibertitor Übergang zur Kunibertistraße
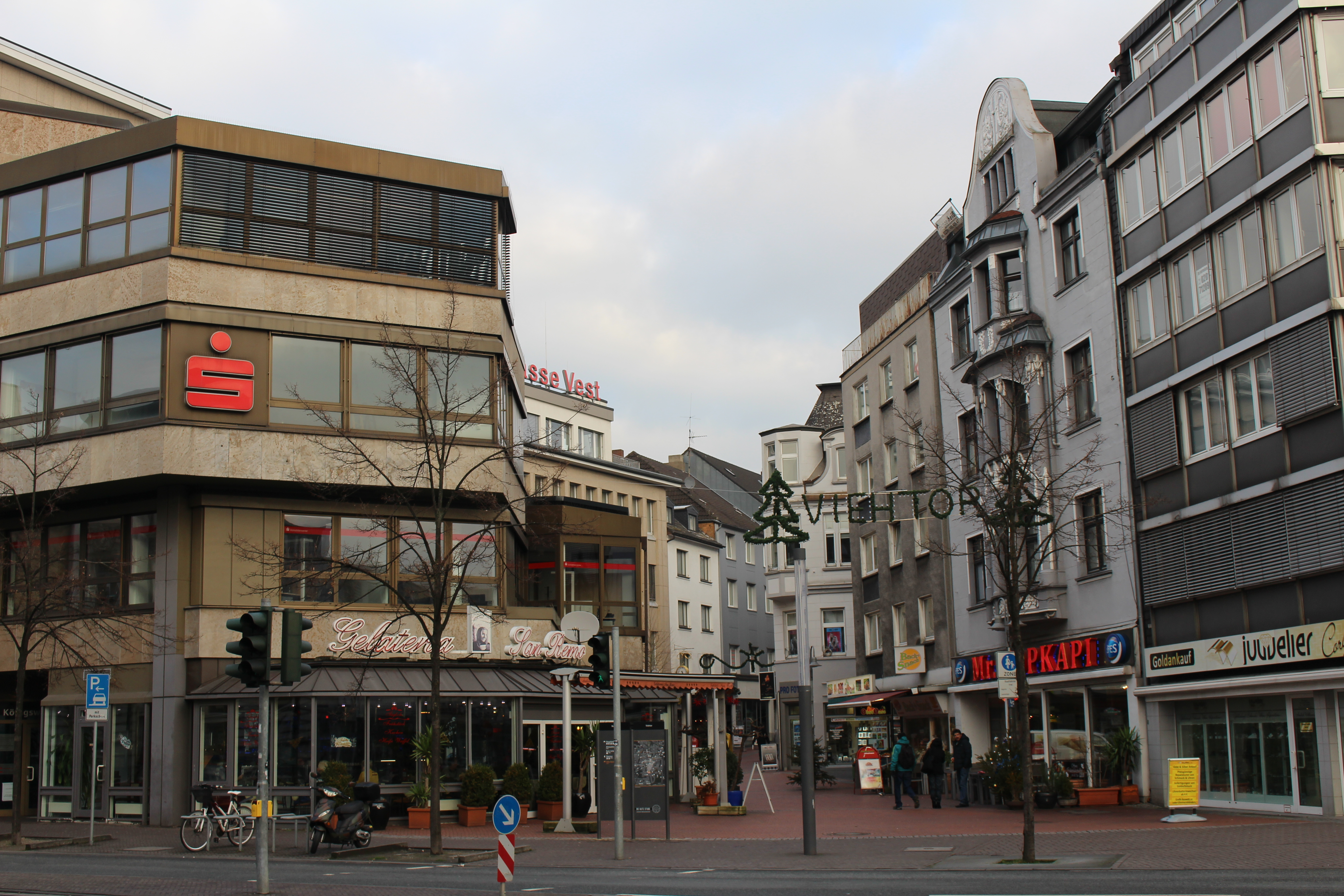
Viehtor Übergang zur Breiten Straße
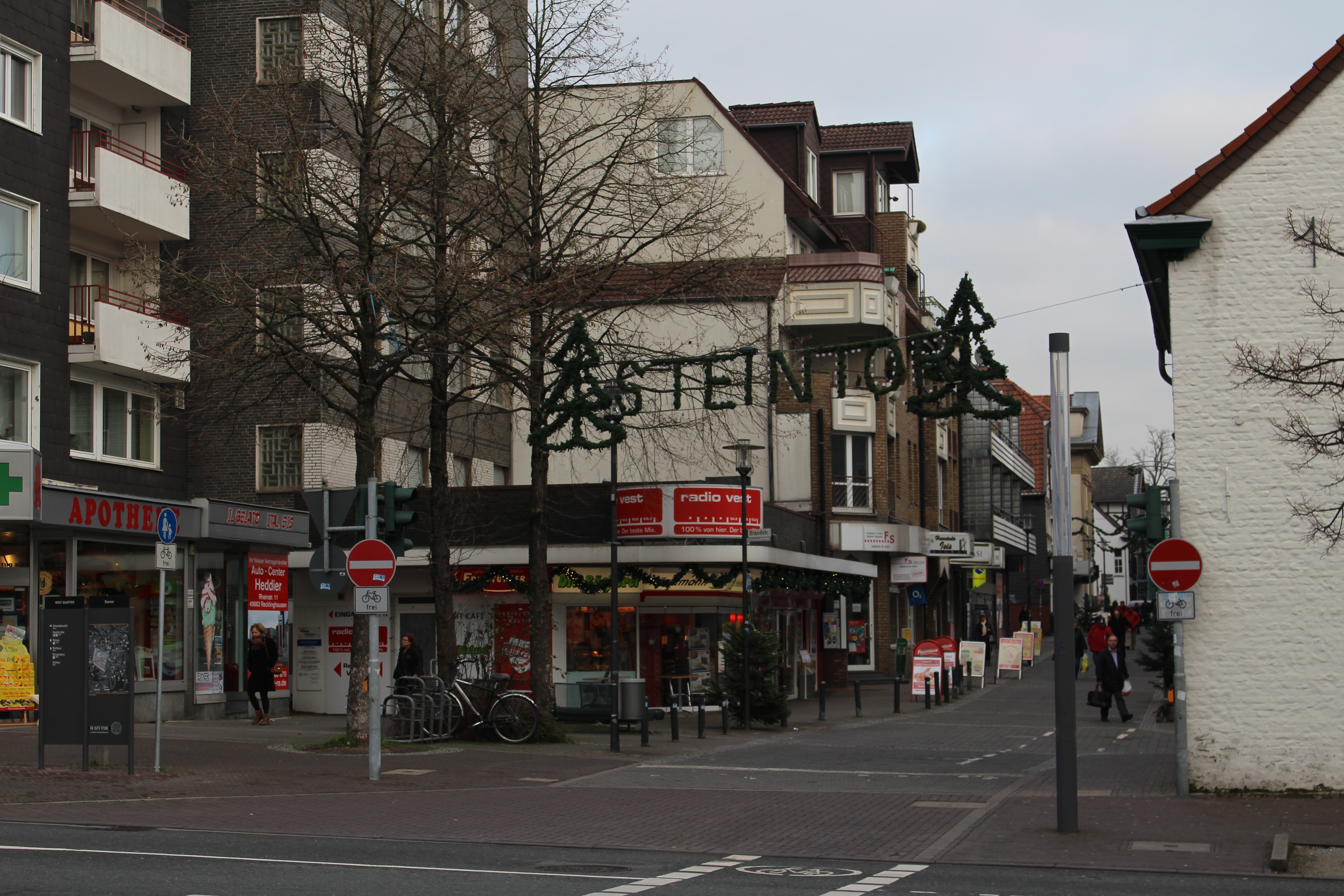
Steintor Sitz von Radio Vest
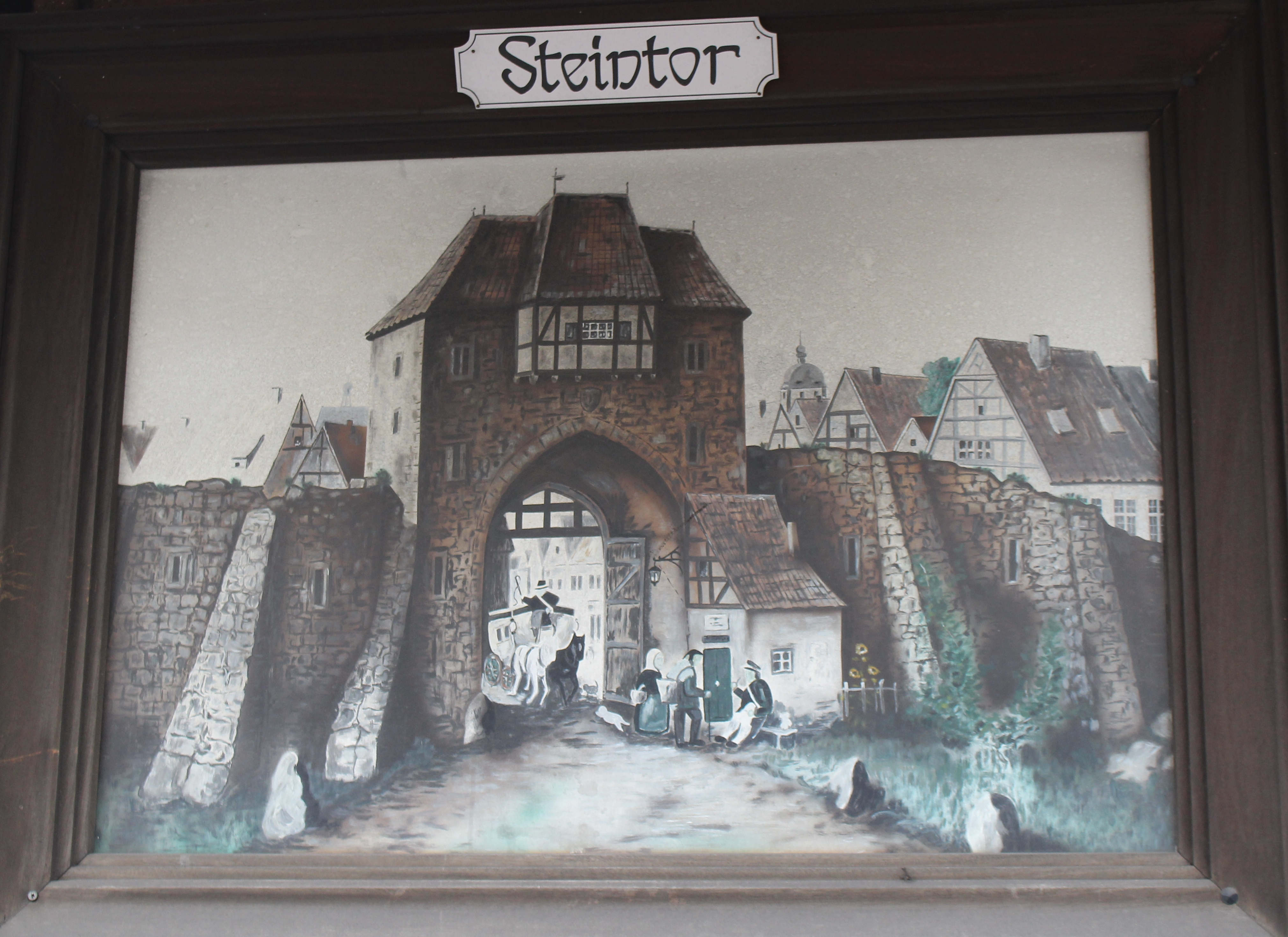
Bild des historischen Steintors mit Wallanlage
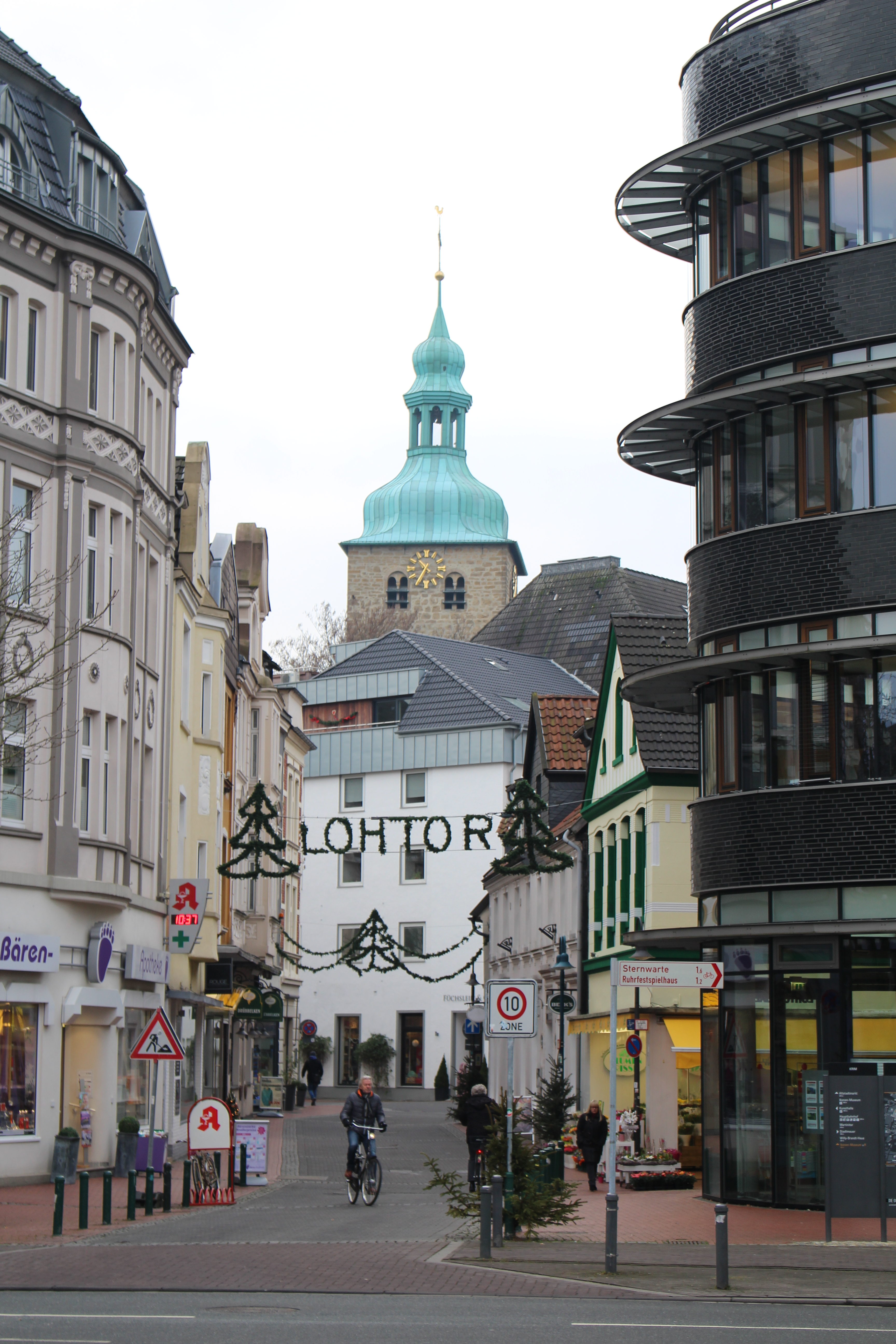
Lohtor Blick auf Sankt Peter
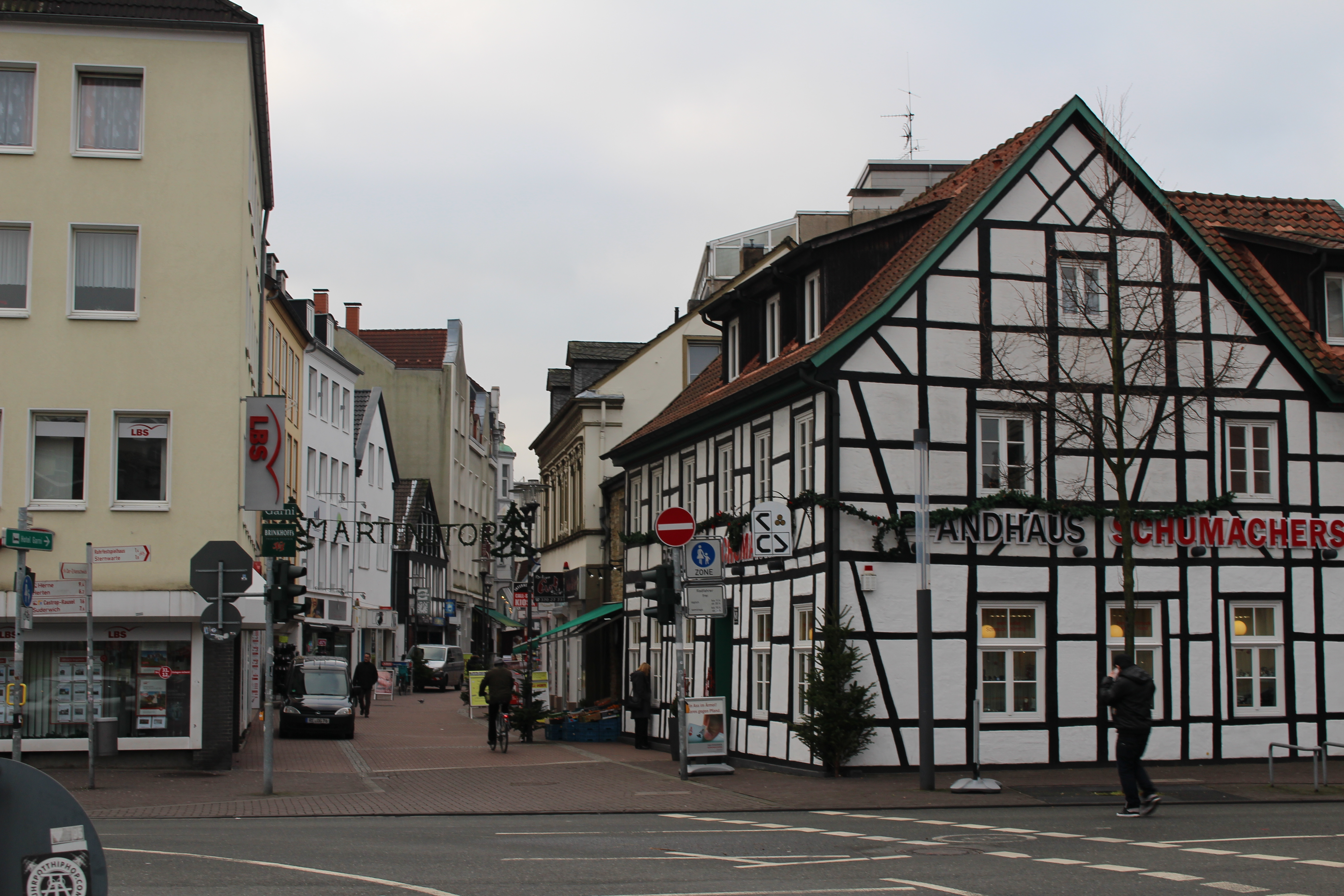
Martinitor Übergang von der Innenstadt zum HBF

## Ausfallstraßen, Bauwerke und wichtige Institutionen

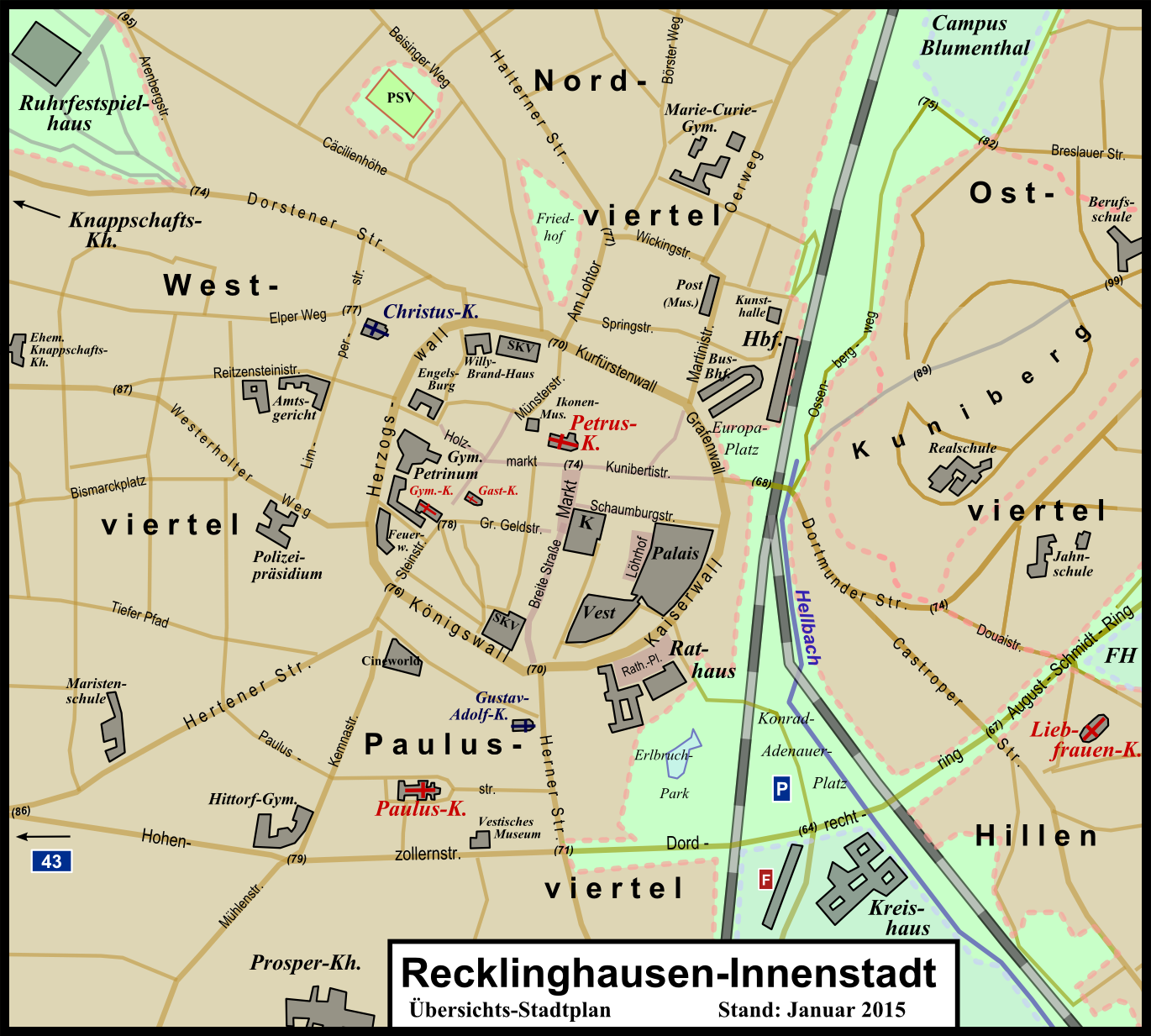
Stadtplan der Recklinghäuser Innenstadt mit dem zentralen Wallring

Rund um den Wallring befinden sich sowohl zahlreiche repräsentative Bauten als auch Denkmäler, Skulpturen und Niederlassungen von bekannten Unternehmen. Die wichtigsten sind nachfolgend im Uhrzeigersinn geordnet, beginnend im Osten ("i" für innerhalb, "a" für außerhalb, "→" für Ausfallstraßen):
| - Kunibertitor (Unterführung im Osten: um 68 m ü. NHN) - → Kunibertistraße (später: Dortmunder Straße) - Kaiserwall (520 m) - (i) Palais Vest - → Erlbruch (später: Konrad-Adenauer-Platz und Kurt-Schumacher-Allee; Einmündung auf 68,5 m ü. NHN) - (i) Villa Still - (a) Rathaus - (a) Stadthaus - Viehtor (70,3 m ü. NHN) - → Herner Straße - Königswall (260 m; 2,3 % Steigung) - (a) Deutsche Bank - (i) Sparkasse Vest (ehemalige Stadtsparkasse) - Steintor (76,4 m ü. NHN) - → Hertener Straße - Herzogswall (680 m; durchschnittlich 0,9 % Gefälle) - (i) ehemalige Feuerwache - → Westerholter Weg - (i) Gymnasium Petrinum - (a) Westfälischer Wachschutz - → Reitzensteinstraße - (i) Engelsburg - → Dorstener Straße - (i) Willy-Brandt-Haus (ehemaliges Kreishaus) - (i) Sparkasse Vest (ehemalige Kreissparkasse) - (a) Kriegsehrenmal Am Lohtor - Lohtor (70,4 m ü. NHN) - → Am Lohtor (später: Halterner Straße) - Kurfürstenwall (230 m) - (i) Volksbank Marl-Recklinghausen - Martinitor (69,5 m ü. NHN) - → Martinistraße (später: Oerweg) - Grafenwall (150 m) - (a) Busbahnhof - (a) Europaplatz - (wieder Kunibertitor) |

Die nachfolgenden Abbildungen der Bauwerke entlang des Rings sind nach dem obigen System geordnet (d. h. beginnend im Osten):

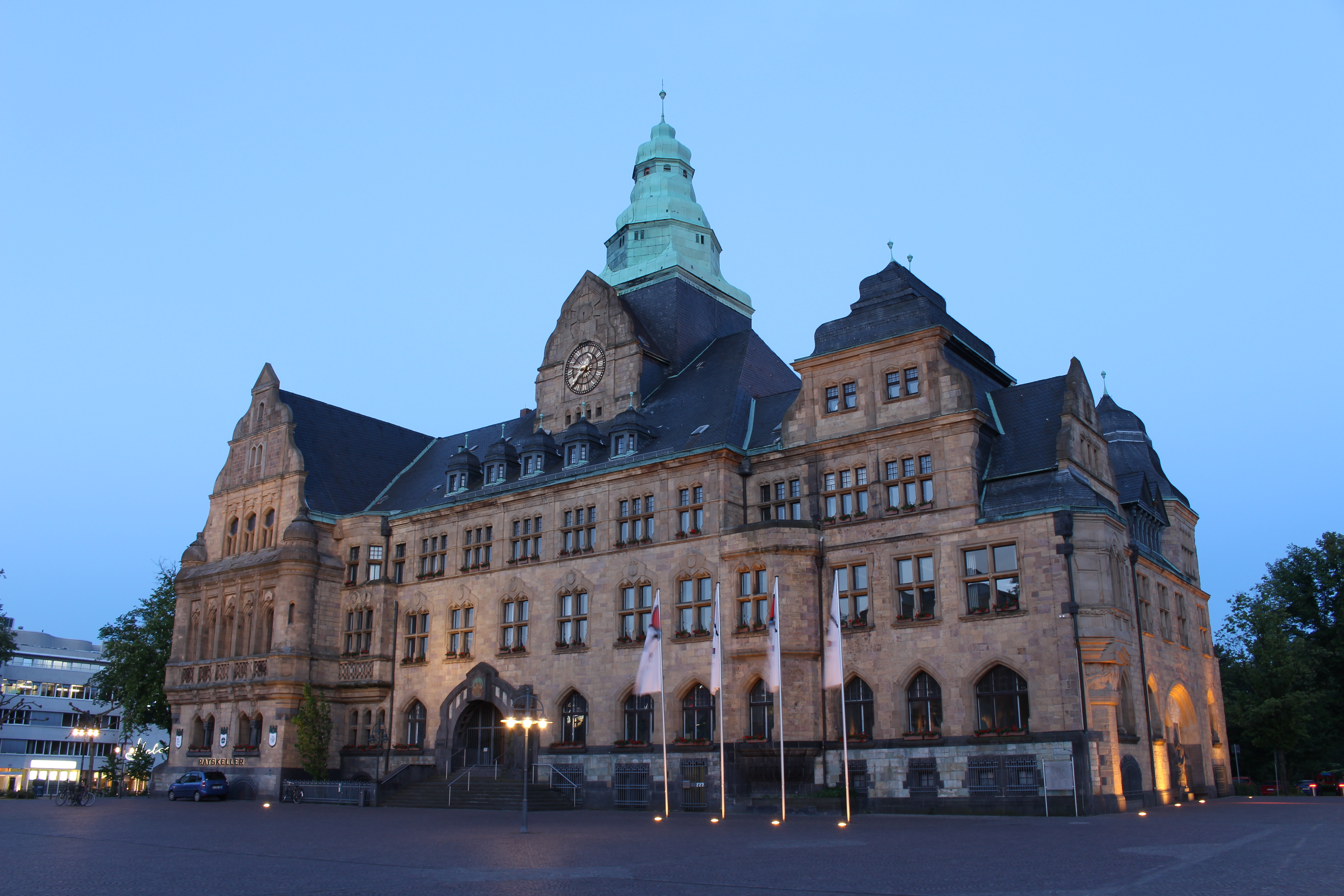
Rathaus
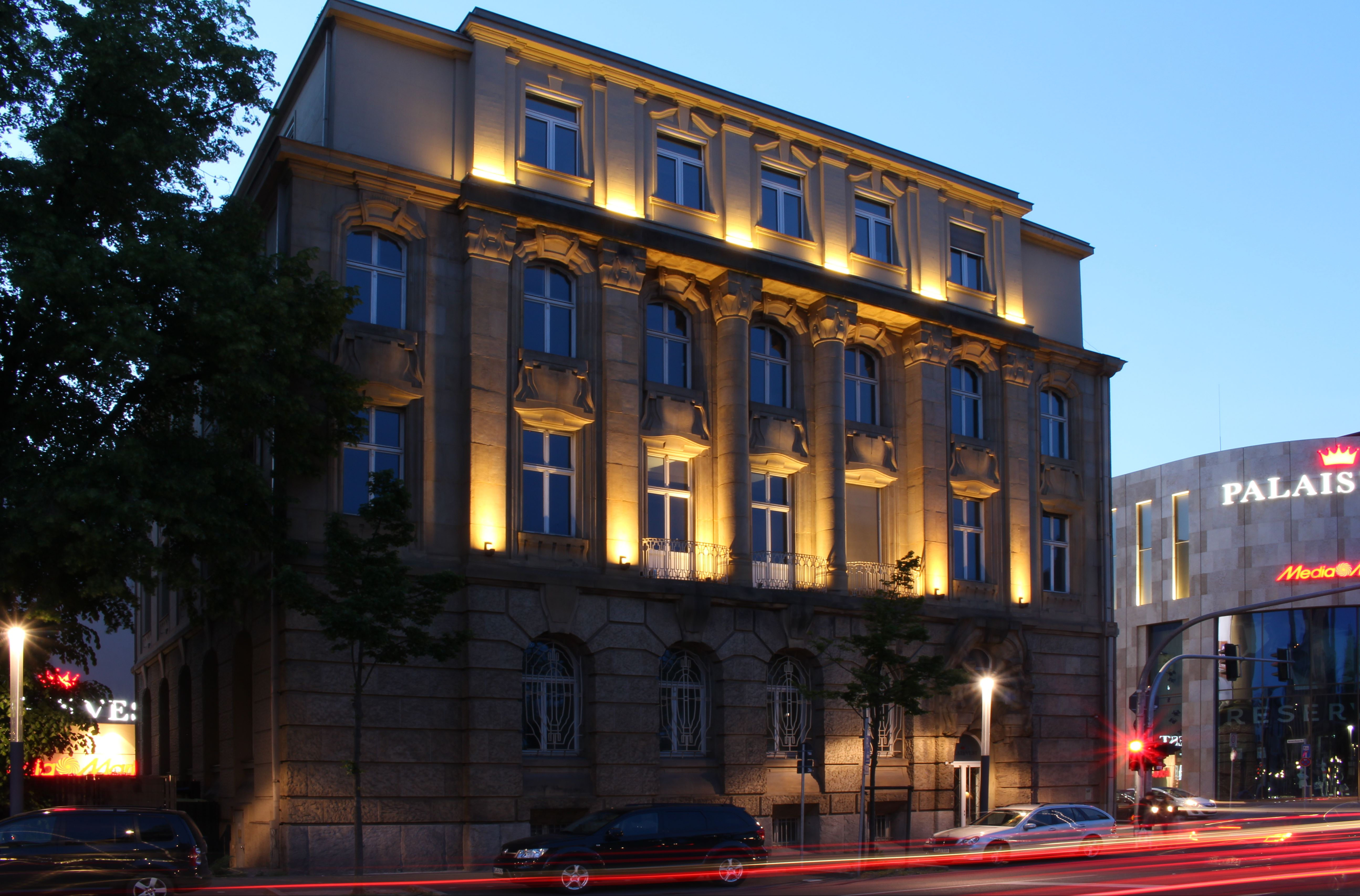
Villa Still in abendlicher Beleuchtung
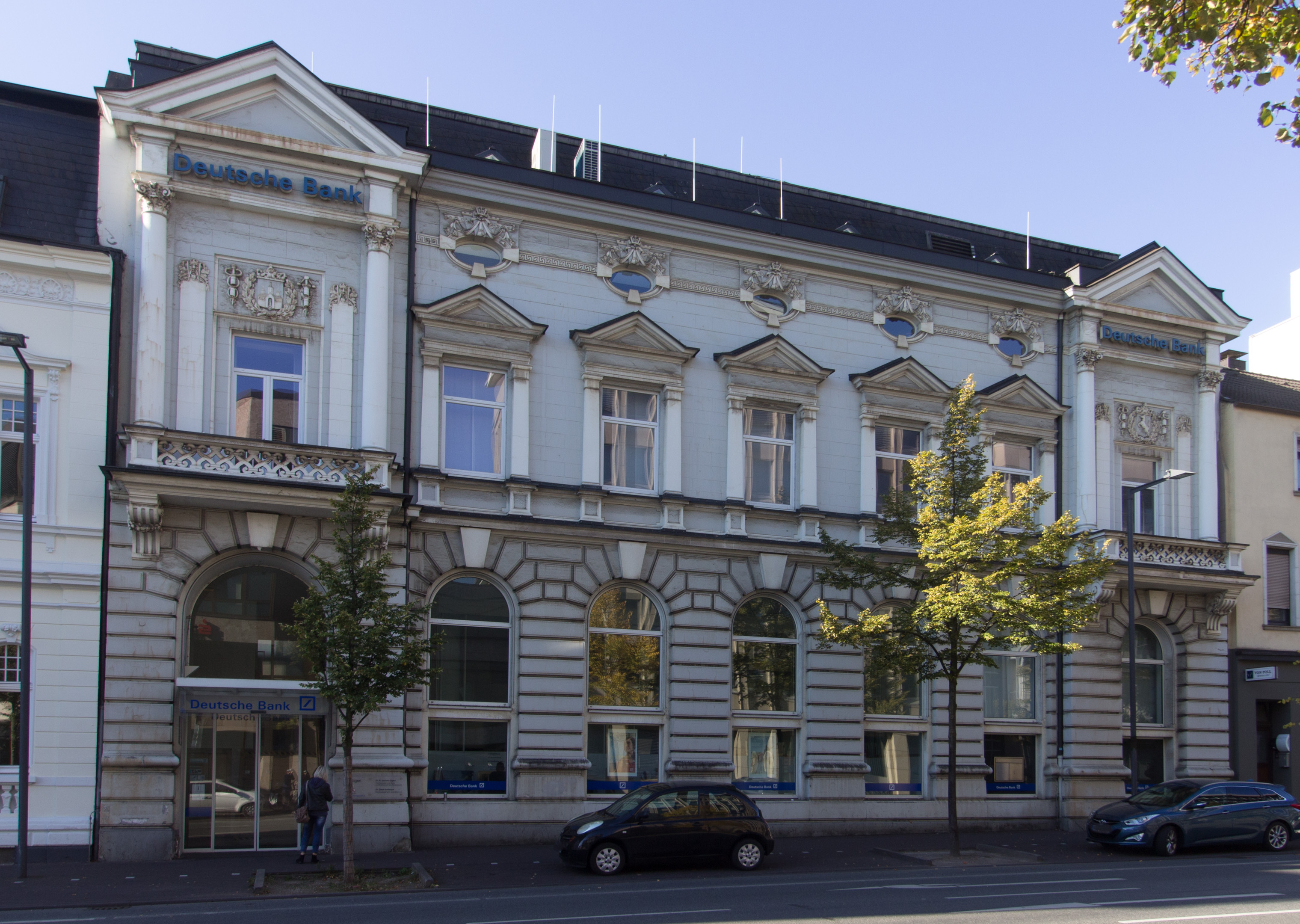
Bankfiliale am Königswall
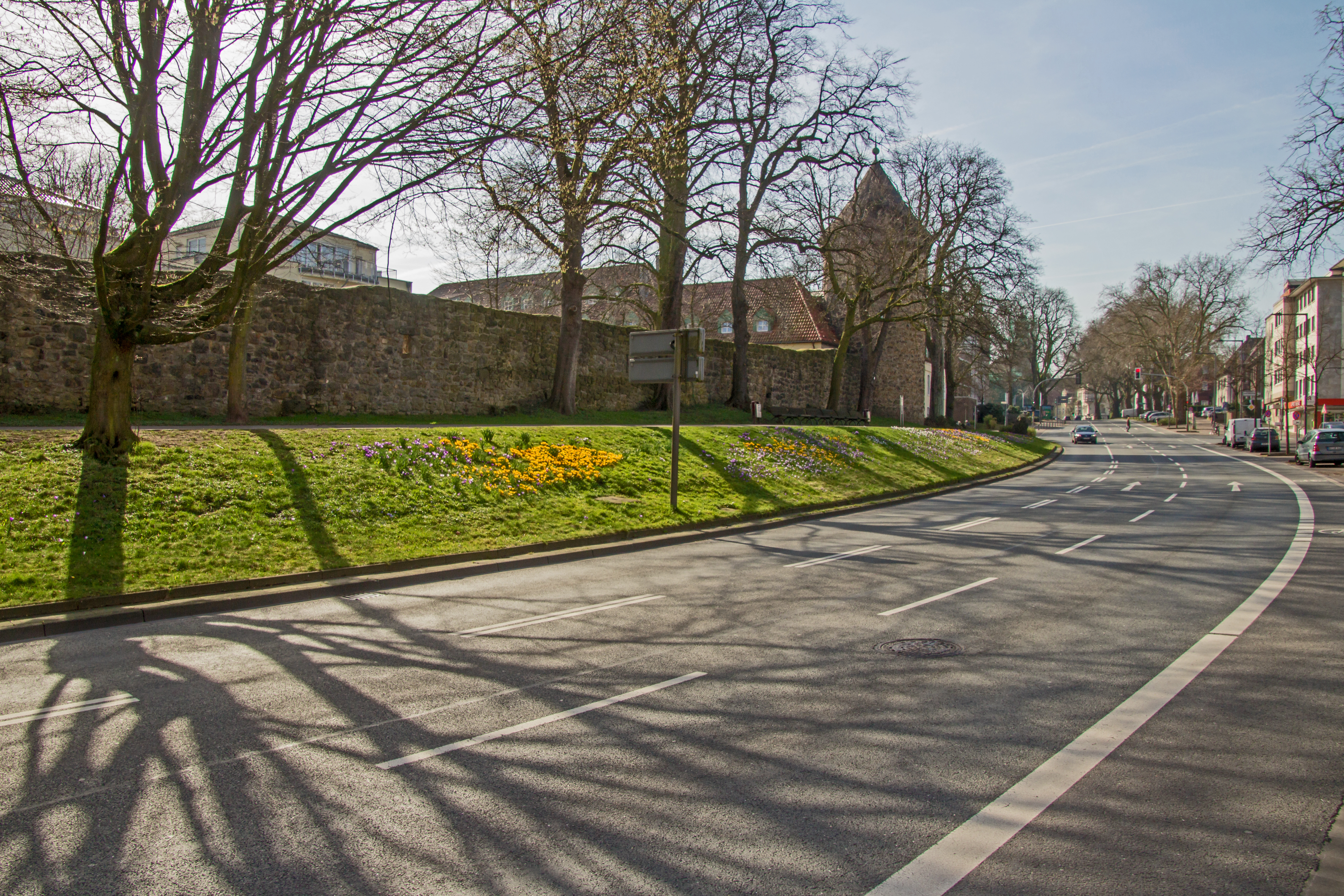
Stadtmauer, Stephansturm und Engelsburg
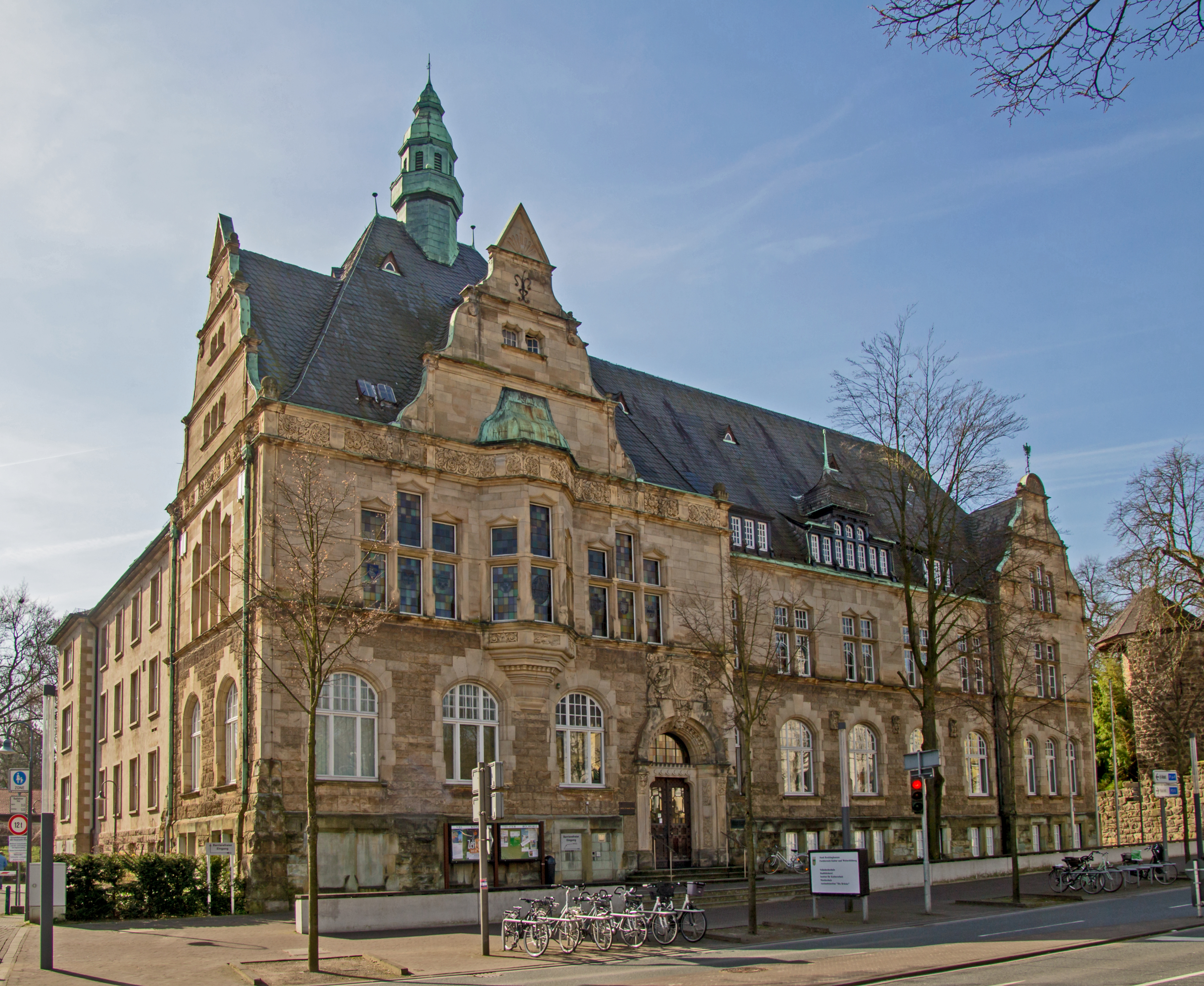
Willy-Brandt-Haus am Herzogswall
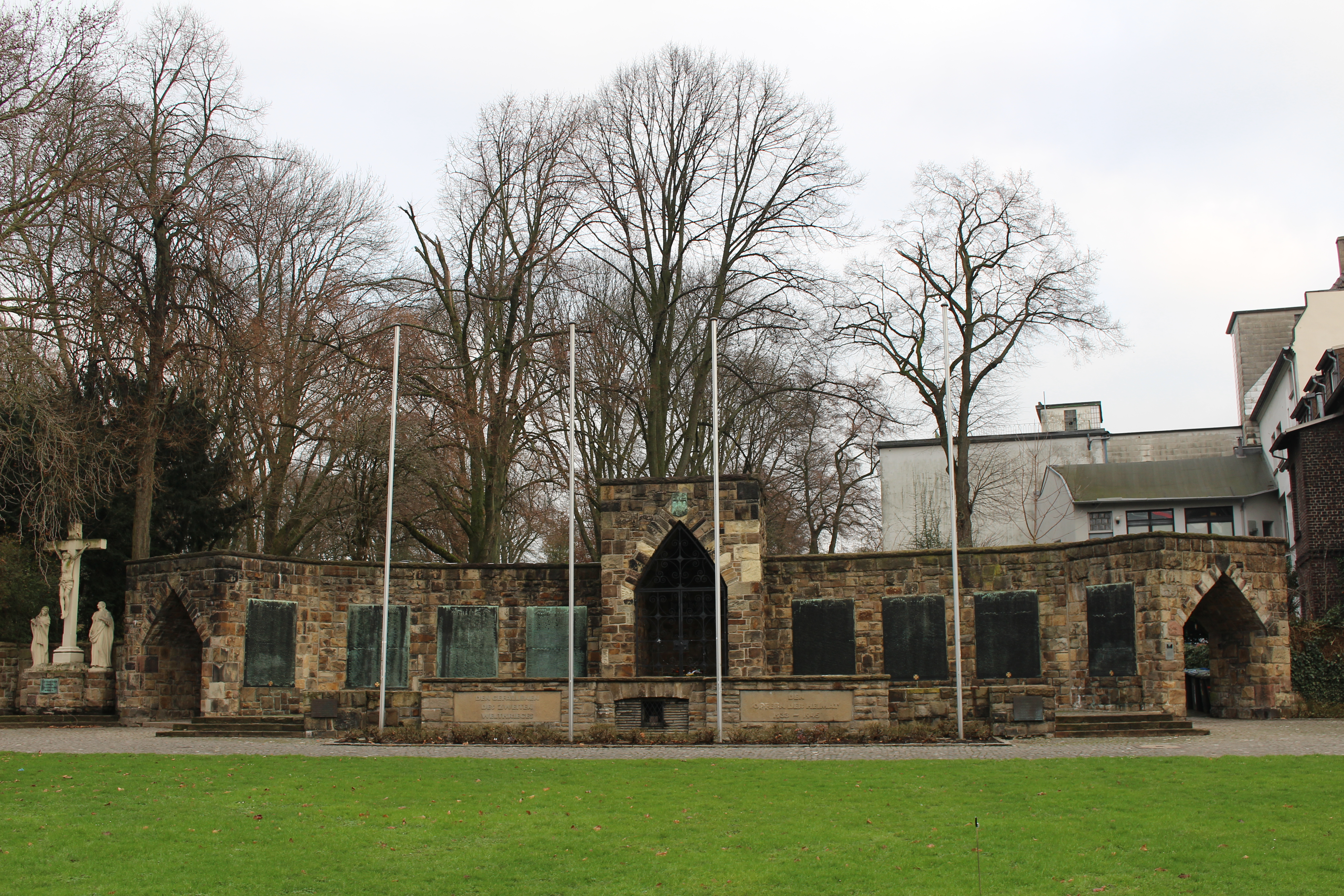
Kriegsehrenmal am Lohtor